# Lijst van gouverneurs van 's-Hertogenbosch

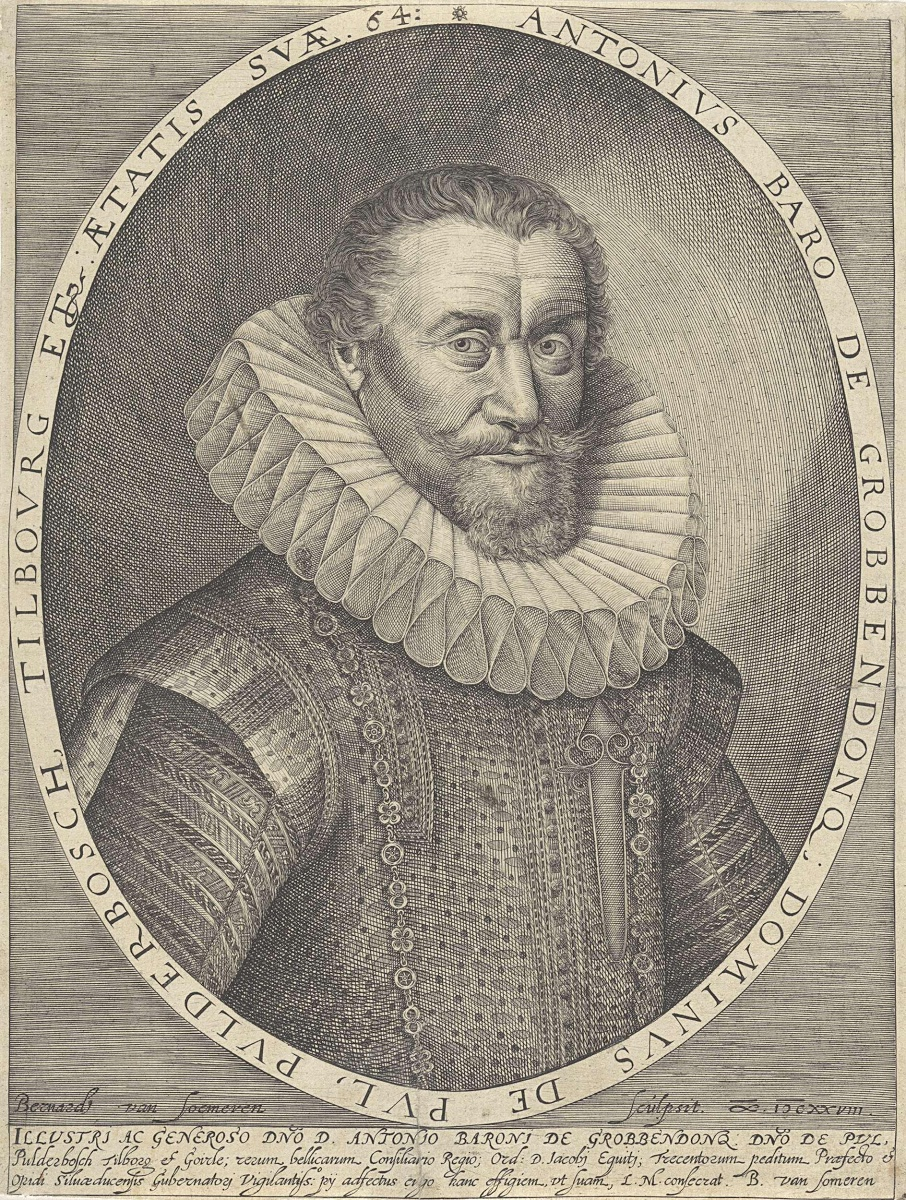
Anthonie Schets, hij was gouverneur van 's-Hertogenbosch tussen 1598 en 1629.

De gouverneurs van 's-Hertogenbosch waren de militaire gouverneurs die tussen 1567 en 1794 het opperbevel voerden over de stad 's-Hertogenbosch .

## Militaire gouverneurs onder Spaans gezag

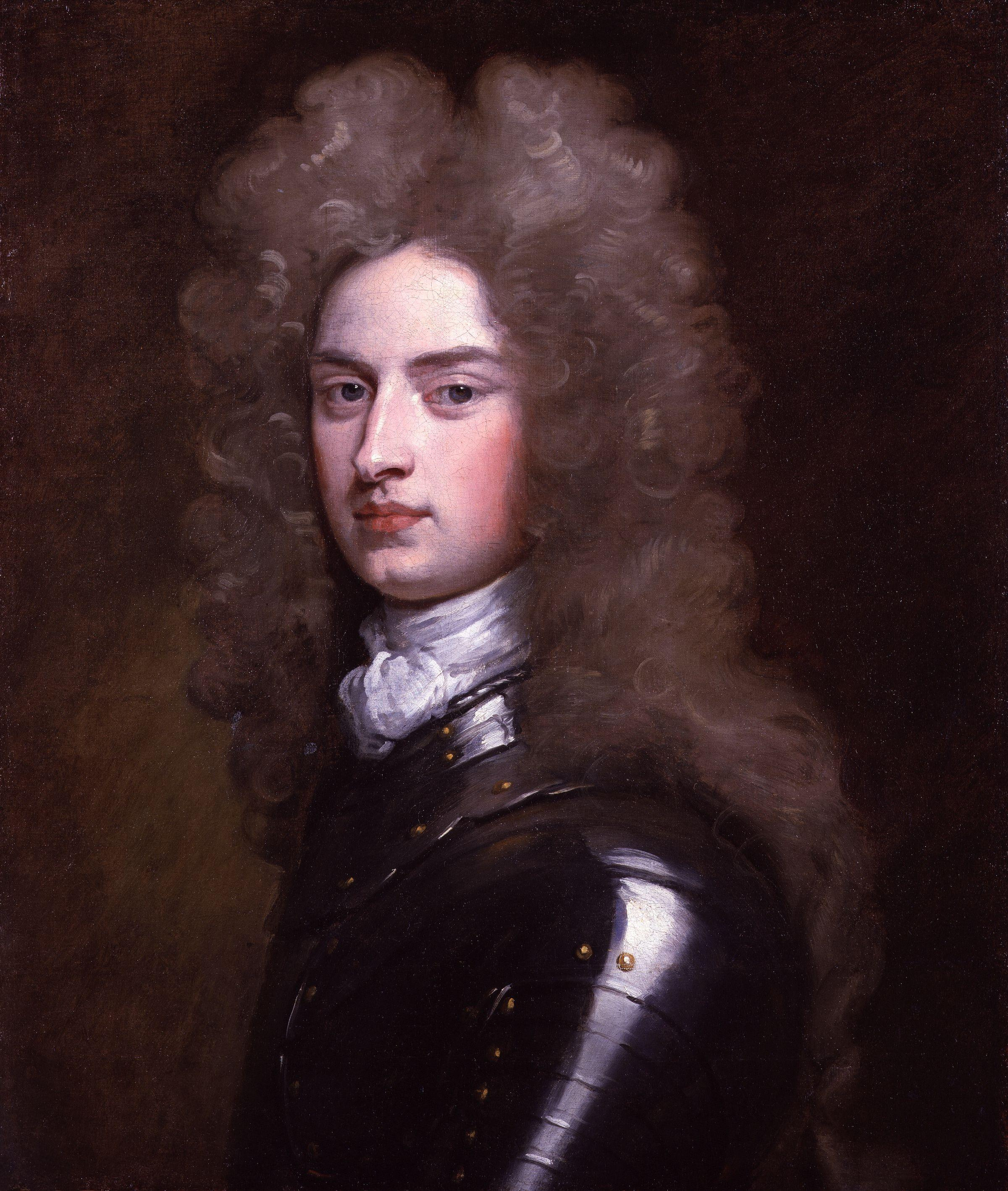
Arnold Joost van Keppel, graaf van Albermale, was in 1718 gouverneur van 's-Hertogenbosch.

| Periode     | Naam                    | Opmerking |
| ----------- | ----------------------- | --- |
| 1567        | Bernard van Schauenburg | eerste gouverneur, werd weggepromoveerd naar Maastricht                                                                        |
| 1567 - 1568 | Gonzalo de Braccamonte  | |
| 1568        | Hieronimus von Lodron   | |
| 1568        | Gilles van Berlaymont   | heer van Hierges, voorheen gouverneur van Maastricht                                                                           |
| 1568 - 1574 | Adriaan d'Oignies       | heer van Willerval |
| 1574 - 1577 | Gilles de Senselles     | |
| 1578 - 1579 | Jan van Horne           | heer van Boxtel |
| 1579        | Maximiliaan van Horne   | zoon van voorgaande, heer van Lokeren                                                                                          |
| 1581 - 1594 | Adolf van Cortenbach    | heer van Helmond, behield de functie tot aan zijn dood                                                                         |
| 1594 - 1596 | Anthonie de la Coquelle | |
| 1598 - 1629 | Anthonie Schets         | heer van Grobbendonk, behield de positie tot de val van 's-Hertogenbosch, laatste gouverneur onder gezag van de Spaanse koning |

## Militaire gouverneurs onder Staats gezag
| Periode     | Naam                                                  | Opmerking |
| ----------- | ----------------------------------------------------- | --- |
| 1629 - 1655 | Johan Wolfert van Brederode                           | eerste Staatse gouverneur; behield de positie tot aan zijn dood; was onder andere heer van Brederode en Vianen. |
| 1655 - 1658 | Johan van Wijnbergen                                  | |
| 1658 - 1665 | Lodewijk van Nassau-Beverweerd                        | heer van Beverweerd en Lek                                                                                      |
| 1665 - 1670 | Henri Charles de la Trémoille                         | |
| 1670 - 1682 | John Kirkpatrick                                      | |
| 1684 - 1702 | Walraad van Nassau-Usingen                            | graaf en vorst van Nassau-Usingen                                                                               |
| 1703 - 1714 | Jacob II van Wassenaer Obdam                          | |
| 1714 - 1718 | Claude-Frédéric t'Serclaes van Tilly                  | weggepromoveerd naar Maastricht                                                                                 |
| 1718        | Arnold Joost van Keppel                               | Graaf van Albermale.                                                                                            |
| 1718 - 1733 | Reinhardt Vincent von Hompesch                        | voorheen gouverneur van Luxemburg en Namen                                                                      |
| 1733        | Johan Theodoor van Freisheim                          | |
| 1733 - 1744 | Anthon Gunther van Sleeswijk-Holstein-Sonderburg-Beck | |
| 1744 - 1746 | Frederik III van Hessen-Homburg                       | landgraaf van Hessen-Homburg                                                                                    |
| 1746 - 1747 | Rijnhard van Reede                                    | heer van Ginkel                                                                                                 |
| 1747        | Jan Carel Smissaert                                   | heer van Sandenburg                                                                                             |
| 1747 - 1751 | Isaac Cronström                                       | Zweeds militair, bleef aan tot zijn dood                                                                        |
| 1751 - 1780 | Lodewijk Ernst van Brunswijk                          | bijgenaamd de Dikke Hertog                                                                                      |
| 1784 - 1791 | Egidius van der Dussen                                | |
| 1791 - 1794 | Willem van Hessen-Philippsthal                        | landgraaf van Hessen-Philippsthal, laatste gouverneur                                                           |